# Danny Vaca
Danny Vaca (Quito, Ecuador; 12 de mayo de 1990) es un futbolista ecuatoriano. Juega de centrocampista y su equipo actual es Aampetra de la Segunda Categoría de Ecuador.

## Clubes
| Club                 | País    | Año       |
| -------------------- | ------- | --------- |
| Liga de Quito        | Ecuador | 2004-2009 |
| UTE                  | Ecuador | 2010      |
| Universidad Católica | Ecuador | 2011      |
| UTE                  | Ecuador | 2012      |
| Grecia de Chone      | Ecuador | 2012      |
| Aucas                | Ecuador | 2013      |
| C. S. Patria         | Ecuador | 2014-2016 |
| JIT                  | Ecuador | 2017      |
| Rocafuerte F. C.     | Ecuador | 2018      |
| Deportivo Otavalo    | Ecuador | 2019      |
| Atlético Porteño     | Ecuador | 2020      |
| Juventud             | Ecuador | 2020-2021 |
| Miguel Iturralde     | Ecuador | 2022      |
| América de Quito     | Ecuador | 2023      |
| Aampetra             | Ecuador | 2023-act. |

## Palmarés

### Campeonatos nacionales
| Título                 | Club                         | País    | Año  |
| ---------------------- | ---------------------------- | ------- | ---- |
| Campeonato Ecuatoriano | Liga Deportiva Universitaria | Ecuador | 2007 |

### Campeonatos internacionales
| Título              | Club                         | País    | Año  |
| ------------------- | ---------------------------- | ------- | ---- |
| Copa Libertadores   | Liga Deportiva Universitaria | Ecuador | 2008 |
| Copa Sudamericana   | Liga Deportiva Universitaria | Ecuador | 2009 |
| Recopa Sudamericana | Liga Deportiva Universitaria | Ecuador | 2009 |